# Palmera de Creta
La palmera de Creta (Phoenix theophrasti) és una petita palmera nadiua de l'est de la regió mediterrània. La seva distribució està restringida al sud de Grècia i a uns quants llocs de l'illa de Creta, especialment al departament de Vai. També es troba a les illes d'Amorgos i Anafi i a la zona d'Epidaure, al Peloponès. En temps antics, també es trobava en altres llocs de Grècia. Al sud-oest de Turquia n'hi ha a Datça i Bodrum. Juntament amb el margalló, és una de les dues úniques palmeres autòctones d'Europa.
Phoenix theophrasti arriba als 15 m d'alçada, normalment amb diverses tiges primes. Les fulles són pinnades. El fruit (un dàtil) és una drupa marronosa-groguenca d'1,5 a 1 cm de llargada que no és gaire apreciada com a comestible.